# Королёвский район
Королёвский район (укр. Корольовський район) — административный район города Житомир Житомирской области Украины, образованный 22 декабря 1973. Площадь района — 31 км², население — около 117 600 чел.
Территория района охватывает центральную и восточную часть города и ограничена с востока и юга городской чертой, с запада ул. Леха Качинского и рекой Каменкой, с севера — улицей Киевской и железной дорогой в Коростень и Коростышев.
Пять улиц (Ивана Мазепы, Небесной Сотни, Восточная, Хлебная и Князей Острожских) начинаются в Королевском и заканчиваются в Богунском районе. Две улицы (Киевская и Леха Качиньского) и один площадь (Соборный) находятся одновременно в двух районах (частично или полностью), поскольку граница между районами проходит вдоль их осевой линии.
Главные объекты района: площади Королева, Согласия, Привокзальная, Полевая; Старый бульвар, улицы Большая Бердичевская, Ивана Гонты, Промышленная, Вокзальная, Витрука, Королева, Пушкинская, 1 мая, Сергея Параджанова.

## Население

### Языковой состав
Родной язык населения по данным переписи 2001 года:
| Язык       | Численность, чел. | Доля     |
| ---------- | ----------------- | -------- |
| Украинский | 105 710           | 83,46 %  |
| Русский    | 20 253            | 15,99 %  |
| Другое     | 698               | 0,55 %   |
| Итого      | 126 661           | 100,00 % |

## Достопримечательности
- Свято-Михайловский кафедральный собор
- Музей космонавтики имени Сергея Павловича Королёва
- Дом Максимилиана де Шодуара;
- Дом где родился Ярослав Домбровский;
- Дом где родился Алексей Щастный;
- Дом где жил Юзеф Крашевский;
- Парк им. Юрия Гагарина

## Предприятия
- Фабрика музыкальных инструментов
- Овчинно-Кожухово завод
- Тарный комбинат
- Войлочно-валяльно фабрика
- ОАО «Житомирский маслозавод»
- Ликеро-водочный завод
- ЗАО «Житомирский мясокомбинат»
- ООО «КОХ»
- ГП «Евроголд»
- ОАО «Житомирский завод ограждающих конструкций»
- ЗАО «Био мед стекло»
- ОАО «Верстатуниверсалмаш»
- ОАО «Промавтоматика»
- ОАО «Вибросепаратор»

## Образовательные учреждения
- Житомирская областная универсальная научная библиотека имени Олега Ольжича
- Житомирская областная библиотека для детей
- Центральная городская библиотека имени В. С. Земляка

### Высшие учебные заведения III—IV уровня аккредитации
- Житомирский национальный агроэкологический университет
- Житомирский государственный университет имени Ивана Франко
- Открытый международный университет развития человека «Украина», Житомирский филиал
- Житомирский институт межрегиональной академии управления персоналом (обособленное структурное подразделение)
- Житомирский филиал государственной академии статистики, учёта и аудита Госкомстата Украины
- Житомирский учебно-консультационный центр Харьковской Академии городского хозяйства
- Институт предпринимательства и современных технологий
- Киевский Институт Бизнеса и Технологий, Житомирский филиал
- Украинская академия бизнеса и предпринимательства, Житомирский институт менеджмента и предпринимательства
- Университет современных знаний, Житомирский филиал

### Высшие учебные заведения II уровня аккредитации
- Автомобильно-дорожный колледж
- Базовый медицинский колледж
- Житомирское музыкальное училище
- Житомирское училище культуры и искусств
- Кооперативный колледж бизнеса и права
- Фармацевтический колледж

## Ссылка
Страница Королевского районного совета г. Житомира